# Bobea
Bobea es un género con cuatro especies de plantas con flores perteneciente a la familia Rubiaceae. El género es endémico de Hawái.

## Especies seleccionadas
- Bobea brevipes A.Gray
- Bobea gaudichaudii (Cham. & Schltdl.) H.St.John & Herbst
- Bobea sandwicensis (A.Gray) Hillebr.
- Bobea timonioides (Hook.f.) Hillebr.

## Sinonimia
- Obbea, Rhytidotus, Rytidotus